# Perdita hilaris
Perdita hilaris är en biart som beskrevs av Timberlake 1968. Perdita hilaris ingår i släktet Perdita och familjen grävbin. Inga underarter finns listade i Catalogue of Life.